# EPMD
EPMD er en amerikansk hip hop gruppe fra Brentwood, New York.  Den blev  dannet i 1987 af Erick Sermon og Parrish Smith. Gruppenavnet var en forkortelse af udsagnet 'Erick and Parrish Making Dollars'. Og det handlede en del om dollars og god forretningssans, hvilket blev illustreret via gruppens albumtitler, der alle har haft ordet 'business' inkorporeret.
Gruppen debuterede med singlen 'It's My Thing', der var forløber for klassikeren 'Strictly Business' fra 1988. Dette album gik guld i USA, ikke mindst takket være titelnummeret og det Cameo-samplende crossover-hit 'You Gots To Chill'.
Efterfølgeren 'Unfinished Business' blev af visse anmeldere beskyldt for at ligge lidt for tæt på titlen. Det noget ustrukturerede udtryk var blevet rettet til på det tredje album 'Business As Usual', der med numre som 'Rampage', 'Manslaughter' og 'Brothers On My Jock' etablerede EPMD som stjerner i hiphop-undergrunden.
På 'Business Never Personal' fra 1992 var der optrædener af hele slænget Hit Squad, der udover EPMD bestod af både Redman, K-Solo og den tungeflippende duo Das EFX. Alle navne der kan takke EPMD for deres karrierer.
I 1993 gik gruppen i opløsning, hvorefter både Erick Sermon og Parrish Smith med jævn succes har forsøgt sig med solokarrierer. I 1997 blev EPMD gendannet, hvorefter de har udsendt 'Back In Business' og senest farvel-albummet 'Out Of Business' i 1999.
I 2006 blev EPMD for en tid gendannet i forbindelse med en større turne, der også inkluderede Danmark.

## Diskografi

### Albums
- 1988: Strictly Business
- 1989: Unfinished Business
- 1990: Business As Usual
- 1992: Business Never Personal
- 1997: Back In Business
- 1999: Out of Business